# Église du Aa

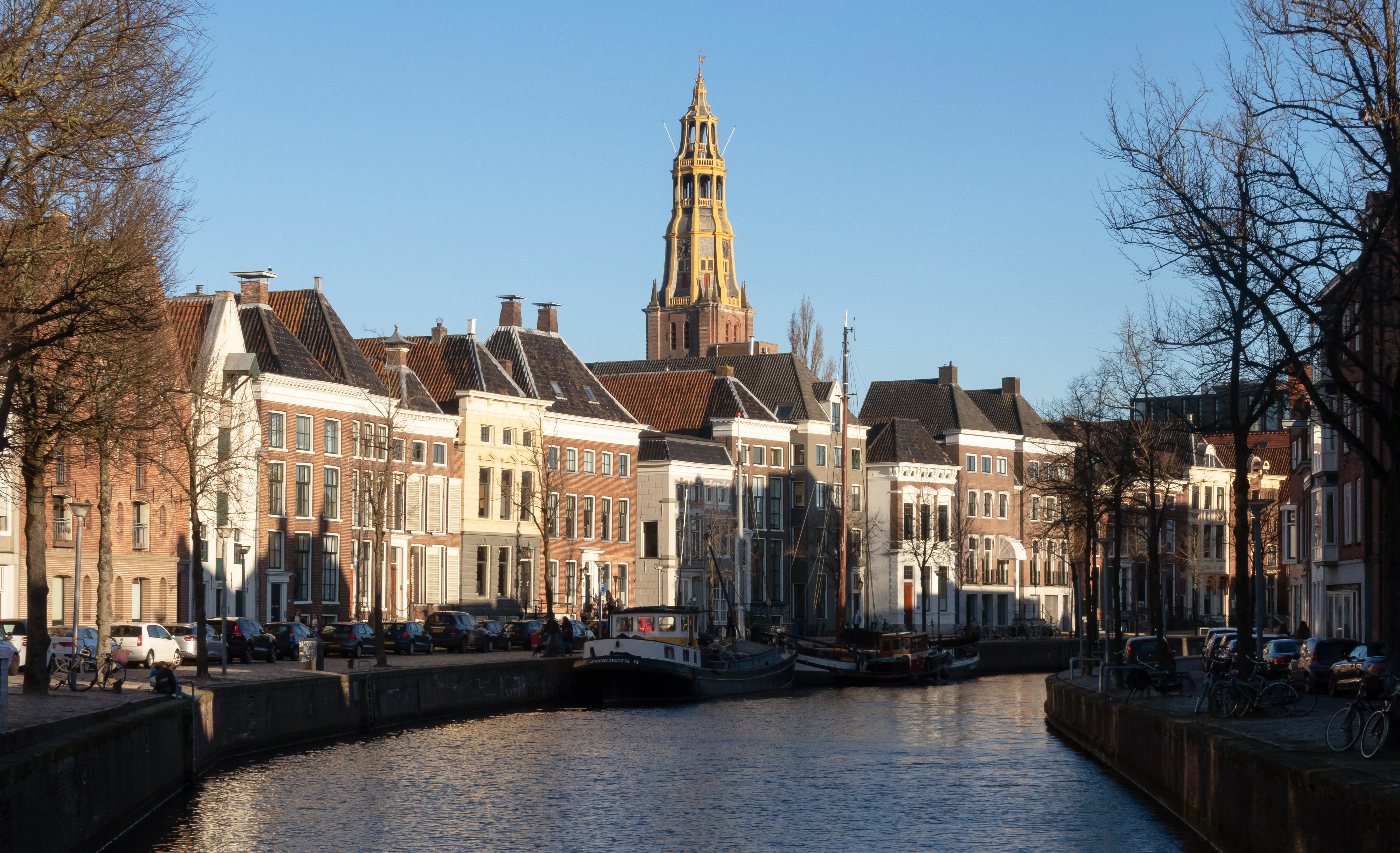
Tour de l'église (Aa-kerk) depuis le Visserbrug)

L'église du Aa (le Aa est une rivière qui traverse Groningue) est une église située dans la ville de Groningue aux Pays-Bas. 
C'est la troisième plus haute église de la ville .
Elle est considérée comme un monument national.

## Historique
À l'origine, une chapelle se trouvait à l'emplacement de l'église actuelle (dont les travaux de construction commencèrent en 1425).
La tour principale s'étant effondrée (du fait d'une tempête) en 1671, une nouvelle tour fut construite, qui s'effondra à son tour en 1710 ! La tour actuelle date de 1718 et a été achevée, après 7 ans de travaux, selon les plans de Allert Meijer.
Les dernières restaurations de l'église datent des années 1980

## Dimensions
Les dimensions de l'édifice sont les suivantes ;

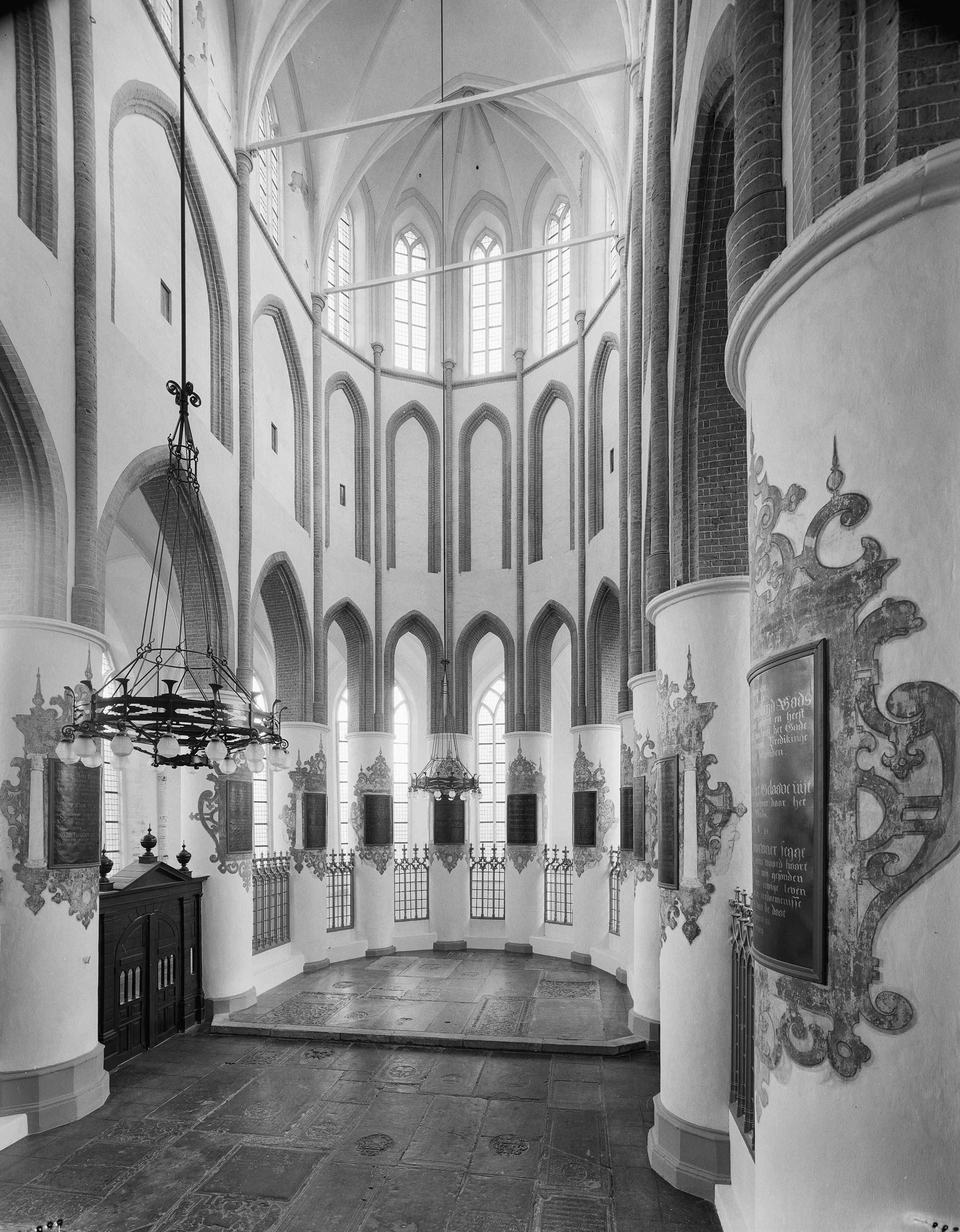
Intérieur de l'église

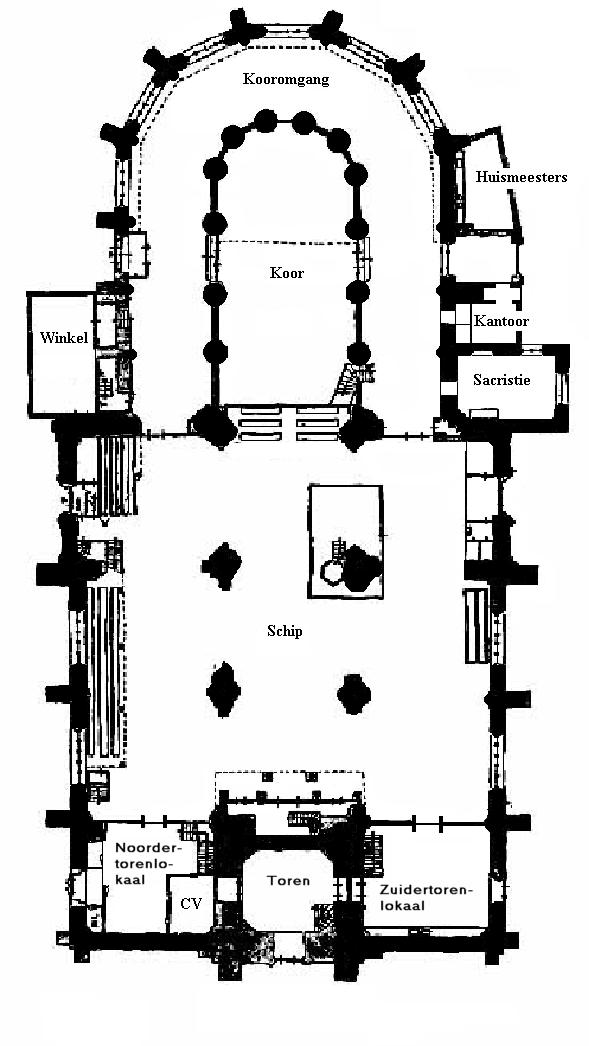
Plan de l'église

- Hauteur sous voûte : 26 m
- Longueur totale ; 60 m
- Hauteur de la tour : 76 m [2]
- Largeur ; 25 m
- Superficie ;  1 155 m².